# Raquel Strada
Ana Raquel Estrada Marcos (Lisboa, 7 de novembro de 1982) é uma actriz, apresentadora, blogueira e escritora portuguesa.

## Carreira
Estreou-se na série televisiva O Diário de Sofia em 2004, na RTP, onde fazia o papel de Bianca. Ainda em 2004, apresenta o programa juvenil Dá-lhe Gás, com Diogo Morgado e Joana Oliveira.
Em 2005 foi convidada a apresentar o 6Teen, na SIC Mulher, juntamente com Joana Dias e Mafalda Pinto e já no ano de 2007 junta-se ao elenco de Floribella, onde interpreta o papel de Olivia Fritzenwalden.
Em 2008 faz parte do elenco da novela Rebelde Way onde interpreta Sofia Bragança. Nesse mesmo ano, é a cara da SIC para o Super Model of the World, programa em anos anteriores apresentado por Catarina Furtado.
Durante o ano de 2014, continua com a rubrica Descobertas Lifecooler, na SIC Mulher, e estréia nesse mesmo canal o magazine Restaurante. Continua a ser uma das caras mais pretendidas para fazer eventos de moda, talvez devido ao o seu bom gosto de vestir e forma de estar, tendo sido convidada a apresentar o Portugal Fashion na SIC. Apresentou o programa das manhãs e tardes da SIC, SIC ao Vivo, formando uma tripla com os apresentadores Vanessa Oliveira e Nuno Eiró. 
Em 2011, na SIC Generalista é escolhida para o programa Vida Nova, com a apresentadora Fátima Lopes, assumindo funções de repórter de exteriores. Nesse mesmo programa, após saída de Fátima Lopes para a TVI, assegura a apresentação do mesmo juntamente com o apresentador José Figueiras.
Em 2016 lançou o seu blog pessoal Blue Ginger. Em 2017 lançou o seu primeiro romance Enquanto acreditar em ti.

## Vida pessoal
Casou civilmente no Palace Vidago Hotel, no Vidago, a 4 de Julho de 2015, com o empresário Joaquim Fernandes.

## Trabalhos

### Rádio
- 2011 - Raquel Strada em Canal Sudoeste - Festival Sudoeste

### Televisão
| Ano         | Projeto                        | Papel                   | Papel                                                     | Canal      |
| ----------- | ------------------------------ | ----------------------- | --------------------------------------------------------- | ---------- |
| 2004        | O Diário de Sofia              | Bianca                  | Elenco Principal                                          | RTP1       |
| 2004 - 2006 | Dá-lhe Gás                     | Ela Própria             | Apresentadora, com Diogo Morgado e Joana Oliveira         | SIC        |
| 2005        | 6Teen                          | Ela Própria             | Apresentadora                                             | SIC Mulher |
| 2005        | Portugal Fashion               | Ela Própria             | Apresentadora                                             | SIC Mulher |
| 2007 - 2008 | Floribella                     | Olívia Fritzwalden      | Elenco Principal                                          | SIC        |
| 2008 - 2009 | Rebelde Way                    | Sofia Bragança          | Elenco Principal                                          | SIC        |
| 2009        | SIC Ao Vivo                    | Ela Própria             | Apresentadora, com Vanessa Oliveira e Nuno Eiró           | SIC        |
| 2009 - 2010 | Fator K                        | Ela Própria             | Apresentadora                                             | SIC K      |
| 2010        | Extra Mais                     | Ela Própria             | Apresentadora                                             | SIC        |
| 2010        | Vida Nova                      | Ela Própria             | Apresentadora Substituta, nas ausências de José Figueiras | SIC        |
| 2010        | Camilo, O Presidente           | Repórter                | Elenco Adicional                                          | SIC        |
| 2012        | Dancin' Days                   | Agente Imobiliária      | Elenco Adicional                                          | SIC        |
| 2013        | À Sua Medida                   | Ela Própria             | Apresentadora                                             | SIC Mulher |
| 2013        | Portugal em Festa              | Ela Própria             | Apresentadora                                             | SIC        |
| 2013        | Querida Júlia - Sextas Mágicas | Ela Própria             | Apresentadora                                             | SIC        |
| 2014        | Sol de Inverno                 | Repórter                | Elenco Adicional                                          | SIC        |
| 2014        | Sal                            | Atriz, como ela própria | Elenco Adicional                                          | SIC        |

### Publicidade
- 2010 - TMN

### Livros
- 2017 - Enquanto acreditar em ti